# Besonnenheit

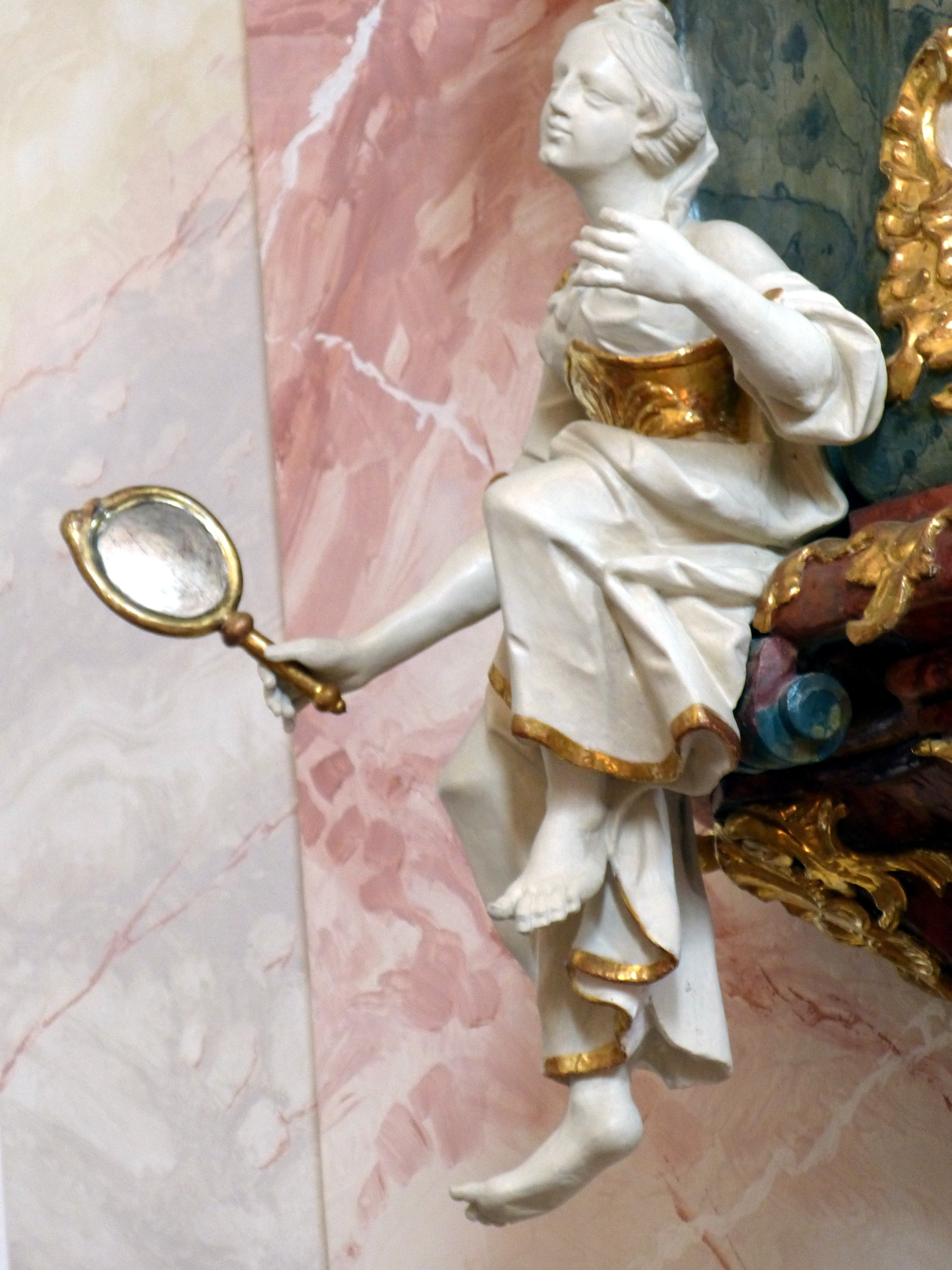
Allegorie der Besonnenheit mit Spiegel. Obernzell (Niederbayern). Pfarrkirche Mariä Himmelfahrt - Rokokokanzel (1747)

Besonnenheit (altgriechisch σωφροσύνη sophrosýne, Sophrosyne) bezeichnet, im Unterschied zur Impulsivität, die überlegte, selbstbeherrschte Gelassenheit, die besonders auch in schwierigen oder heiklen Situationen den Verstand die Oberhand behalten lässt, um vorschnelle und unüberlegte Entscheidungen oder Taten zu vermeiden. 
Während Besonnenheit auf den rationalen Aspekt hinweist, betont Gelassenheit die emotionalen Anteile innerer Ruhe.

## Sophrosyne
Die Bedeutung und Übersetzung von altgriechisch σωφροσύνη ist: 
1. gesunder Verstand, vernünftige klare Besonnenheit, Klugheit, richtige Erkenntnis.
2. besonnene Zurückhaltung, Selbstbeherrschung, Mäßigung der Begierden, Enthaltsamkeit, Mäßigkeit, Nüchternheit, Anstand, Ordnung, Gehorsam, Sittsamkeit, Sittlichkeit, Moralität.

Bei Sokrates bedeutet das Wort die auf richtiger Einsicht beruhende und zur Sittlichkeit gewordene Besonnenheit ... Eigentlich bedeutet das Wort Gesundheit des Zwerchfells, in dem der Sitz der Seele vermutet wurde.

## Philosophie
Die Besonnenheit spielt in vielen philosophischen Denkrichtungen eine zentrale Rolle:
- Im Konfuzianismus zählt die Besonnenheit zu den zentralen Idealen.
- Sokrates hat den besonnenen Gleichmut als vermeintlich besondere Tugend gepriesen. In Platons Dialog Charmides wird die Frage, was Besonnenheit sei, vorläufig damit beantwortet, das Seine und damit das Gute zu tun. Besonnenheit ist für Sokrates’ Gesprächspartner Kritias gleichbedeutend mit Selbsterkenntnis. Eine endgültige Definition entwickelt Sokrates innerhalb des Dialogs aber nicht.
- Bei Platon ist später die Besonnenheit die für den Nährstand, also für Gewerbetreibende, und den begehrlichen Seelenteil besondere Tugend. Er sieht darin die Übereinstimmung des von Natur aus schlechteren und des besseren Teiles in der Frage, welcher von ihnen in der Stadt und in jedem einzelnen Menschen zu regieren habe. Die Besonnenheit muss daher beiden, den Regierenden und Regierten, in der Stadt innewohnen, besonders aber den Regierten. - Sie ist eine von vier Kardinaltugenden bei Platon.[2]
- Auch Aristoteles zählt die Besonnenheit zu den ethischen bzw. Charaktertugenden (Nikomachische Ethik).
- In der Stoa ist die Zurückhaltung von zu raschem Urteilen für den Weisen wichtig. Sie wird als Epoche (altgriechisch ἐποχή) bezeichnet, was auch so viel wie innerer „Haltepunkt“ bedeutet.
- Für Epikur ist Unerschütterlichkeit bzw. Ataraxie zum Seelenfrieden erforderlich. Horaz, der dem Denken von Epikur zugetan war, sprach von der Mäßigung als „goldene Mittelmäßigkeit“ (aurea mediocritas).[3] Er will damit den rechten Mittelweg einschlagen zwischen allzu hohem Streben und verächtlicher Niedrigkeit (ne quid nimis).[4]
- Bei Paulus ist die Besonnenheit eines der beiden Kriterien für die richtige Anwendung der Charismen (Röm 12,3-8 EU). Allerdings müsse sie dazu mit Bescheidenheit einhergehen. Zugleich gilt sie als eine Gabe des göttlichen Geistes (2 Tim 1,7 EU) vor allem im Kontext des christlichen Verkündigungsdienstes (2 Tim 1,6.8 EU).
- Franz von Sales verbindet mit der Besonnenheit die Tugend des Stillschweigens, das allzeit besser sei, als eine lieblose Wahrheit zu verkünden.
- David Hume zählt die Besonnenheit zu den für die Gesellschaft nützlichen, im Unterschied zu den angenehmen Tugenden.
- Bei Johann Gottfried Herder (Abhandlung über den Ursprung der Sprache) ist Besonnenheit ein menschlicher Zustand, der gleichbedeutend mit Reflexion ist und daher zum ersten Mal frei wirkend die Sprache erfunden habe. Diese Besonnenheit sei dem Menschen charakteristisch eigen und seiner Gattung wesentlich.
- Für Charles Caleb Colton (1780–1832) ist die Besonnenheit zwar die unzertrennliche Begleiterin der Weisheit, aber kontraproduktiv zur Genialität.
- Der Anthroposoph Rudolf Steiner sieht unter Berufung auf Immanuel Kant in der kritischen Besonnenheit das Gegenteil von Naivität.
- Auch im Islam spielt die Besonnenheit eine Rolle. So heißt es nach der Überlieferung von Sahl Ibn Sa`d: Allahs Gesandter hat gesagt: „Besonnenheit ist von Allah und Hast vom Teufel“.

Doch wird vor einer einseitigen, überbetonten oder unkritischen Besonnenheit auch gewarnt, da sie dann in die Tatenlosigkeit (Trägheit) abgleite.

## Astronomie
Nach dem griechischen Wort für Besonnenheit ist auch der Asteroid 134 Sophrosyne benannt.